# Foley Okenla
Folorunso Okenla, detto Foley (Ibadan, 9 ottobre 1967), è un ex calciatore nigeriano, di ruolo centrocampista.

## Carriera
Con la Nazionale nigeriana ha partecipato alla coppa d'Africa nel 1988.